# Farley (Iowa)
Farley è una città degli Stati Uniti d'America, situata nello Stato dell'Iowa, nella contea di Dubuque.